# Як-201
Як-201 — проект дальнейшего развития самолётов вертикального взлёта и посадки Як-141 и Як-43. Является только эскизным проектом. Проектирование осуществлялось в середине 1990-х ОКБ имени Яковлева в инициативном порядке.
Новый СВВП должен был отличаться от Як-141/Як-43 увеличенным радиусом действия. Самолёт выполнен по традиционной схеме с двухкилевым хвостовым оперением, установленным с большим углом наклона. В целом, самолёт выполнен малозаметным, с минимальным количеством прямых углов. На самолёте предполагалось использовать единый подъёмно-маршевый двигатель с механическим приводом на подъёмный вентилятор, установленный за кабиной пилота. Сопло маршевого двигателя предполагалось выполнить поворотным. Прорабатывались варианты как с плоским, так и с круглым соплом. Возможность изменять вектор тяги делает самолёт сверхманёвренным. Вооружение самолёта предполагалось разместить в специальных отсеках внутри фюзеляжа. Однако в «железе» проект реализован не был.

В 1996—1997 годах самолёт был предложен заказчику, однако проект так и остался невостребованным, в первую очередь, по финансовым причинам, а также из-за недостаточной определённости министерства обороны по программе «ЛФИ». После разработанных Як-141 и Як-43 инженеры из ОКБ Яковлева приступили к дальнейшей ветке развития СВВП Як-201. На данное время он является только эскизным проектом. Ни макета, ни тем более опытного прототипа не сконструировано. Проектировку начали в инициативном порядке сотрудники ОКБ в середине 1990-х годов.
По предварительным данным ОКБ истребитель-перехватчик рассчитывался на одного пилота. Поскольку окончательный вариант двигателя не определён, по примерным данным самолёт должен развивать у земли скорость в 1250 км/ч, а на высоте — 1800 км/ч. Практический потолок для Як-201 составляет 15 000 м. Среди вооружения решено использовать стрелковую пушку ГШ-301 с боезапасом в 120 снарядов, а на четырёх точках подвески устанавливать УР «воздух-воздух» по типу Р-77 дальнего действия или Р-27 среднего действия. В некоторых вариантах прорабатывали установку ближних ракет Р-73 и Р-60 и блоки НАР калибром до 240 мм.

## Лётно-технические характеристики
Источник данных: 

Технические характеристики
- Экипаж: 1 человек
- Пассажировместимость: 1 человек
- Грузоподъёмность: 3640 кг
- Длина: 18,3 м
- Размах крыла: 10,1 м
- Высота: 5,0 м
- Площадь крыла: 63,4 м²
- Масса пустого: 9680 кг
- Нормальная взлётная масса: 13600 кг
- Максимальная взлётная масса: 14600 кг
- Силовая установка: 1 ×

Лётные характеристики
- Максимальная скорость: 1800 км/ч
- Крейсерская скорость: 1200 км/ч
- Боевой радиус: 690 км
- Практический потолок: 15000 м

Вооружение
- Стрелково-пушечное: Два пушечных контейнера УПК 23/250, калибром 23 мм, с боекомплектом в 250 патронов, Встроенная 30 мм, ГШ-301 (боезапас 120 снарядов)
- Точки подвески: внутреннее размещение 4-х позиций
- Управляемые ракеты: Р-77(РВВ-АЕ), Р-27, Р-73, Р-60, Х-25, Х-31А, Х-35
- Неуправляемые ракеты: пусковые блоки НАР калибром от 80 до 240 мм, до шести бомб калибром 500 кг.